# 伊什卡河
46°00′N 14°28′E / 46.000°N 14.467°E

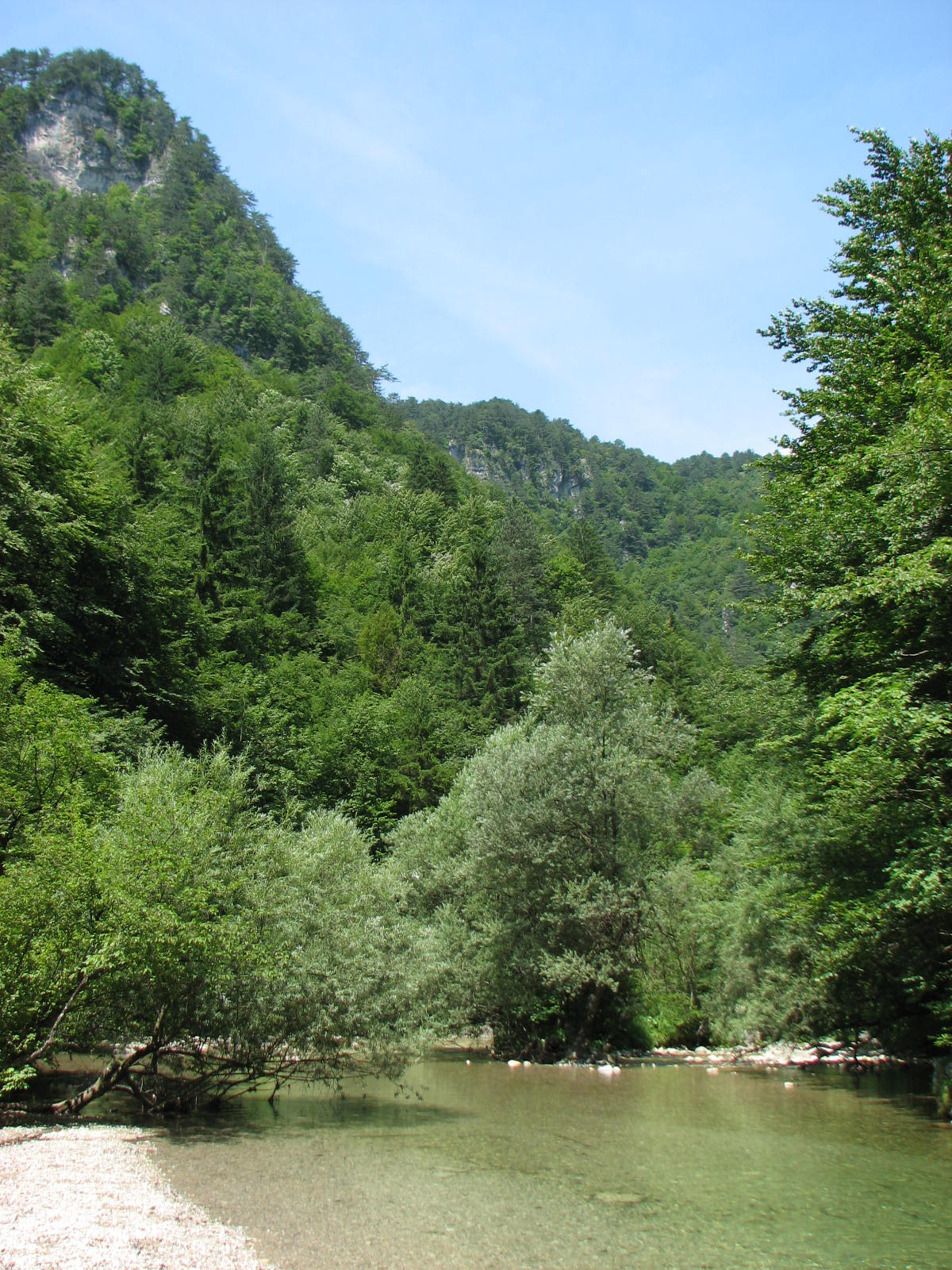

伊什卡河，是斯洛文尼亞的河流，位於該國中部，是盧布爾雅尼察河的支流，處於盧布爾雅那以南6公里，河道全長31公里，河口處在奇爾納村以西。